# 兜率寺
兜率寺位於四川省遂寧市射洪縣，文物遺址年代判定為清。2012年7月16日公佈為第八批四川省文物保護單位。
兜率寺位於四川省遂寧市射洪縣老縣城金華鎮水洞街。始建於南梁武帝天監年間（502-519），明景泰年間（1450-1457）重建，清代培修。坐西向東，沿中軸線對稱佈局，由山門、彌勒殿、大雄殿、觀音殿、藥師殿、廂房等組成復式四合院落，占地面積約2000平方公尺。建築結構嚴謹，古樸大方。唐代詩人杜甫、王勃、明代邑人都察院左檢都禦史楊澄等名家都曾寫詩讚揚兜率寺。1987年，兜率寺被射洪縣人民政府公佈為縣級文物保護單位；2004年，兜率寺被遂寧市人民政府公佈為市級文物保護單位。。